# У пошуках Сковороди
«У пошуках Сковороди» — документальний фільм про видатного українського філософа XVIII століття Григорія Сковороду, створений до 300-річчя з дня його народження компанією ТОВ «Діджітал Реліджн» («DGTL RLGN») на замовлення Суспільного мовлення.
Прем'єра фільму відбулася 10 грудня 2022 року в межах мистецького проєкту «Світ Сковороди» в Українському домі у Києві.
Телепрем'єра фільму відбулася 18 грудня о 20:00 на телеканалі «Суспільне Культура».

## Сюжет фільму
У фільмі чотири сюжетні лінії: перша — мандрівка двох могилянських спудеїв Марічки й Богдана місцями, що пов'язані з філософом; другу склала серія розмов із провідними українськими інтелектуалами, дослідниками спадщини мислителя, музикантами, художниками, артистами; третя — це українська природа, мальовничі краєвиди, які мали велике значення для філософа; четвертою стала війна. Трьохсотріччя Сковороди припало на час повномасштабної російської агресії.
Головний герой фільму не сам філософ у плоті, а коло його ідей — моральні й екзистенційні проблеми освіченого українця кінця епохи бароко й кінець ілюзій щодо можливості вільного існування поза системою.

## Творча група
Автор сценарію — Сергій Лисенко.
Режисер — Максим Сметана.
Композитор — Антон Байбаков.
Продюсери — Віталій Шереметьєв, Ольга Бесхмельниціна, Юлія Козінська та Олександр Прокопенко.
Спікери і спікерки — Святослав Вакарчук (лідер гурту «Океан Ельзи»), Олеся Островська-Люта (директорка «Мистецького арсеналу»), Анатолій Єрмоленко (директор Інститут філософії імені Г. Сковороди), Вероніка Селега (засновниця «Бібліотеки майбутнього»), Володимир Єрмоленко (філософ), Тарас Лютий (письменник), Гульнара Абдулаєва (історикиня, дослідниця історії Криму), Наталя Кривда (докторка філософських наук, професорка Київського національного університету імені Т. Шевченка), Ростислав Семків (літературознавець), Вахтанг Кебуладзе (філософ)та інші.

## Про фільм та історію його створення
Автор сценарію Сергій Лисенко:

«Я не сприймаю Сковороду як забронзовілого класика. Для мене Сковорода — це своя людина, це людина сьогоднішнього дня, яка розмірковувала не про якісь високі матерії, а про те, що близьке для кожного з нас. Про те, як бути щасливим, як знайти своє призначення у цьому житті, про те, зрештою, як прожити своє життя правильно. І саме таке ставлення до Сковороди я і намагався втілити у своєму сценарії. І мені здається, нам вдалося поставитися до Сковороди як до нашого сучасника, який, можливо, досі мандрує Слобожанщиною і вселяє в людей дух надії».

Виконавчий продюсер телеканалу «Суспільне Культура» Лук'ян Галкін:
 «Фільм виготовлений в умовах обстрілів і знеструмлень. „У пошуках Сковороди“ викладає ключові тези світогляду Григорія Савича, а також органічно поєднує їх із грізними випробуваннями сучасності. Російські окупанти невипадково обирають мішенями сакральні для української культури об'єкти, у тому числі — і сковородинівські. Звісно ж, ці спроби нищення марні, адже Сковорода — у носіях його ідей, у тих, хто обирає свободу своєю життєвою філософією».
Голова наглядової ради АТ «НСТУ» Світлана Остапа:
«Цей фільм — ще один доказ того, що українці і росіяни — це різні народи. У нас століттями існував дух свободи, бажання бути вільними. Григорій Сковорода — це приклад вільної людини, який любив свободу. І через триста років прямо зараз українці доводять, що ми — нація вільних, сильних людей, які люблять свободу понад усе! Дякую ЗСУ, що цей фільм „У пошуках Сковороди“ було створено під час війни і що ми змогли його подивитися в Українському домі в центрі Києва».